# Annepona
Annepona là một chi ốc biển, là động vật thân mềm chân bụng sống ở biển trong họ Cypraeidae, họ ốc sứ

## Các loài
Các loài thuộc chi Annepona bao gồm:
- Annepona mariae (Schilder, 1927)